# Frederick Semple
Frederick Humphrey "Fred" Semple (Saint Louis, Missouri, 24 de desembre de 1872 - Saint Louis, 21 de desembre de 1957) va ser un golfista i tennista estatunidenc que va competir a primers del segle xx.
El 1904 va prendre part en els Jocs Olímpics de Saint Louis, on guanyà la medalla de plata en la prova per equips del programa de golf, com a membre de l'equip Trans-Mississippi Golf Association. En la prova individual quedà eliminat en setzens de final.
També disputà la competició de dobles del programa de tennis, fent parella amb George Stadel, quedant eliminat en els vuitens de final.